# 埼玉県道15号川越日高線
埼玉県道15号川越日高線（さいたまけんどう15ごう かわごえひだかせん）は、埼玉県川越市小仙波の国道16号から、日高市久保の国道299号を結ぶ主要地方道（埼玉県道）である。

## 概要
川越市的場付近から日高市日高陸橋までは、JR川越線と並走する。交差点部分を除き、全線にわたり片側1車線の2車線である。
小仙波南から連雀町までは川越バイパス (国道16号)開通まで一般国道16号に指定されていた。
川越市連雀町以西はかつて川越秩父線だったように川秩線とか秩父街道と呼ばれており、川越市内やさいたま市（特に旧・大宮市域）方面と日高市、飯能市、秩父市方面を連絡する道路でもある。しかし、2車線であるために朝夕を中心に川越市内では慢性的な渋滞が発生する（当道路の迂回路として、国道16号、埼玉県道261号、国道299号経由）。

## 路線データ
- 起点：川越市小仙波（国道16号交差点）
- 終点：日高市久保（国道299号交差点）

## 歴史
- 1971年（昭和46年）6月26日 - 建設省（現・国土交通省）が一般国道16号の一部と主要県道川越秩父線の一部を主要地方道川越日高線に指定。
- 1972年（昭和47年）4月1日 - 埼玉県が主要地方道15号川越秩父線を廃止し、主要地方道15号川越日高線を認定。

## 交通量
| 交通調査地点       | 年度   | 昼間12時間自動車類交通量 | 昼間12時間自動車類交通量 | 昼間12時間自動車類交通量 | 24時間自動車類交通量 | 24時間自動車類交通量 | 24時間自動車類交通量 |
| 交通調査地点       | 年度   | 小型車                   | 大型車                   | 合計                     | 小型車               | 大型車               | 合計                 |
| ------------------ | ------ | ------------------------ | ------------------------ | ------------------------ | -------------------- | -------------------- | -------------------- |
| 川越市小仙波付近   | 2010年 | 11,203                   | 2,174                    | 13,377                   | 16,159               | 3,104                | 19,263               |
| 川越市小仙波付近   | 2015年 | 10,634                   | 1,825                    | 12,459                   | 14,175               | 2,520                | 16,695               |
| 川越市小室付近     | 2010年 | 13,411                   | 1,639                    | 15,050                   | 18,987               | 2,685                | 21,672               |
| 川越市小室付近     | 2015年 | 13,049                   | 1,326                    | 14,375                   | 17,210               | 2,196                | 19,406               |
| 日高市大字高萩付近 | 2010年 | 6,907                    | 1,273                    | 8,180                    | 9,937                | 1,842                | 11,779               |
| 日高市大字高萩付近 | 2015年 | 6,944                    | 1,213                    | 8,157                    | 9,099                | 1,587                | 10,686               |
| 日高市栗坪付近     | 2010年 | 9,193                    | 880                      | 10,073                   | 11,363               | 1,213                | 12,576               |
| 日高市栗坪付近     | 2015年 | 9,509                    | 1,022                    | 10,531                   | 11,608               | 1,277                | 12,885               |

## 地理

### 交差する道路
| 交差する道路                                       | 交差点名     | 所在地 | 所在地      | 所在地 |
| -------------------------------------------------- | ------------ | ------ | ----------- | ------ |
| 国道16号                                           | 小仙波東     | 川越市 | 小仙波      |        |
| 国道254号                                          | 小仙波       | 川越市 | 小仙波      |        |
| （喜多院門前通り）                                 | 喜多院入口   | 川越市 | 久保町      |        |
| 埼玉県道51号川越上尾線                             | 松江町       | 川越市 | 松江町2丁目 |        |
| 埼玉県道12号川越栗橋線 埼玉県道229号本川越停車場線 | 連雀町       | 川越市 | 連雀町      |        |
| 埼玉県道246号川越市停車場線                        | 六軒町       | 川越市 | 六軒町2丁目 |        |
| 埼玉県道160号川越北環状線                          | 今成         | 川越市 | 今成4丁目   |        |
| 埼玉県道114号川越越生線                            | 的場         | 川越市 | 的場        |        |
| （おいせ橋通り）                                   |              | 川越市 | 的場        |        |
| 埼玉県道261号笠幡狭山線                            | 笠幡         | 川越市 | 笠幡        |        |
| 国道407号（日高バイパス）                          | 高萩         | 日高市 | 高萩        |        |
| 埼玉県道181号武蔵高萩停車場線                      | 武蔵高萩駅前 | 日高市 | 高萩        |        |
| （市役所通り）                                     | 市役所入口   | 日高市 | 鹿山        |        |
| 埼玉県道30号飯能寄居線                             | 猿田         | 日高市 | 猿田        |        |
| （カワセミ街道）                                   | 高麗本郷     | 日高市 | 高麗本郷    |        |
| 国道299号                                          | 久保         | 日高市 | 久保        |        |

### 交差する鉄道と河川

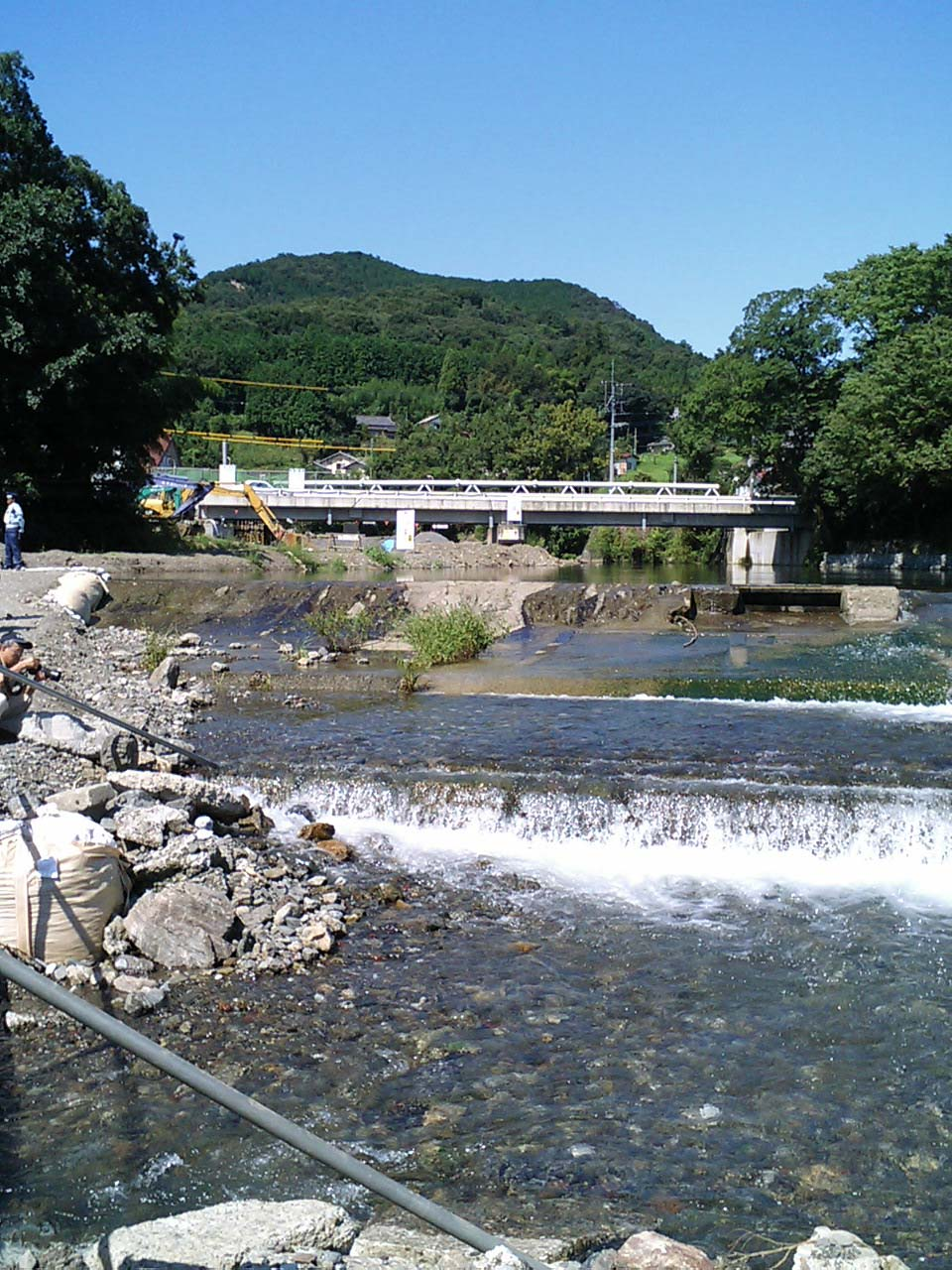
高麗川を渡る日高市高麗付近の県道15号川越日高線（2006年11月）

- 新河岸川（新琵琶橋、三日月橋）
- 東武東上本線（月吉陸橋）
- JR■川越線（同上）
- 入間川（初雁橋）
- JR■八高線（日高陸橋）
- 高麗川（天神橋、鹿台橋）

### 沿道の施設
| 施設                             | 所在地 | 所在地 |
| -------------------------------- | ------ | ------ |
| 喜多院                           | 埼玉県 | 川越市 |
| 三井病院                         | 埼玉県 | 川越市 |
| 川越市立中央小学校               | 埼玉県 | 川越市 |
| 山村女子高等学校                 | 埼玉県 | 川越市 |
| 川越市立月越小学校               | 埼玉県 | 川越市 |
| 川越市立泉小学校                 | 埼玉県 | 川越市 |
| 西川越駅（JR■川越線）            | 埼玉県 | 川越市 |
| 川越水上公園                     | 埼玉県 | 川越市 |
| 川越市立霞ヶ関東小学校           | 埼玉県 | 川越市 |
| 川越市立霞ヶ関東中学校           | 埼玉県 | 川越市 |
| 東京国際大学第2キャンパス        | 埼玉県 | 川越市 |
| 的場工業団地                     | 埼玉県 | 川越市 |
| 的場駅（JR■川越線）              | 埼玉県 | 川越市 |
| 的場郵便局                       | 埼玉県 | 川越市 |
| 関越自動車道川越的場バスストップ | 埼玉県 | 川越市 |
| 川越市立霞ヶ関小学校             | 埼玉県 | 川越市 |
| 川越市立霞ヶ関中学校             | 埼玉県 | 川越市 |
| 川越市役所的場支所               | 埼玉県 | 川越市 |
| 埼玉県立特別支援学校塙保己一学園 | 埼玉県 | 川越市 |
| 秀明高等学校・中学校             | 埼玉県 | 川越市 |
| 笠幡駅（JR■川越線）              | 埼玉県 | 川越市 |
| 池袋病院                         | 埼玉県 | 川越市 |
| 川越市立霞ヶ関西中学校           | 埼玉県 | 川越市 |
| 赤十字血液センター               | 埼玉県 | 日高市 |
| 日高総合公園                     | 埼玉県 | 日高市 |
| 武蔵高萩駅（JR■川越線）          | 埼玉県 | 日高市 |
| 埼玉女子短期大学                 | 埼玉県 | 日高市 |
| 日高郵便局                       | 埼玉県 | 日高市 |
| 日高市教育センター・図書館       | 埼玉県 | 日高市 |
| 高麗川駅（JR■川越線）            | 埼玉県 | 日高市 |
| 埼玉西部消防組合日高分署         | 埼玉県 | 日高市 |
| 高麗の里福祉センター             | 埼玉県 | 日高市 |
| 高麗郵便局                       | 埼玉県 | 日高市 |
| 日高市役所高麗支所               | 埼玉県 | 日高市 |
| 日高市立高麗小学校               | 埼玉県 | 日高市 |
| 巾着田                           | 埼玉県 | 日高市 |
| 高麗駅（西武池袋線）             | 埼玉県 | 日高市 |

## ギャラリー

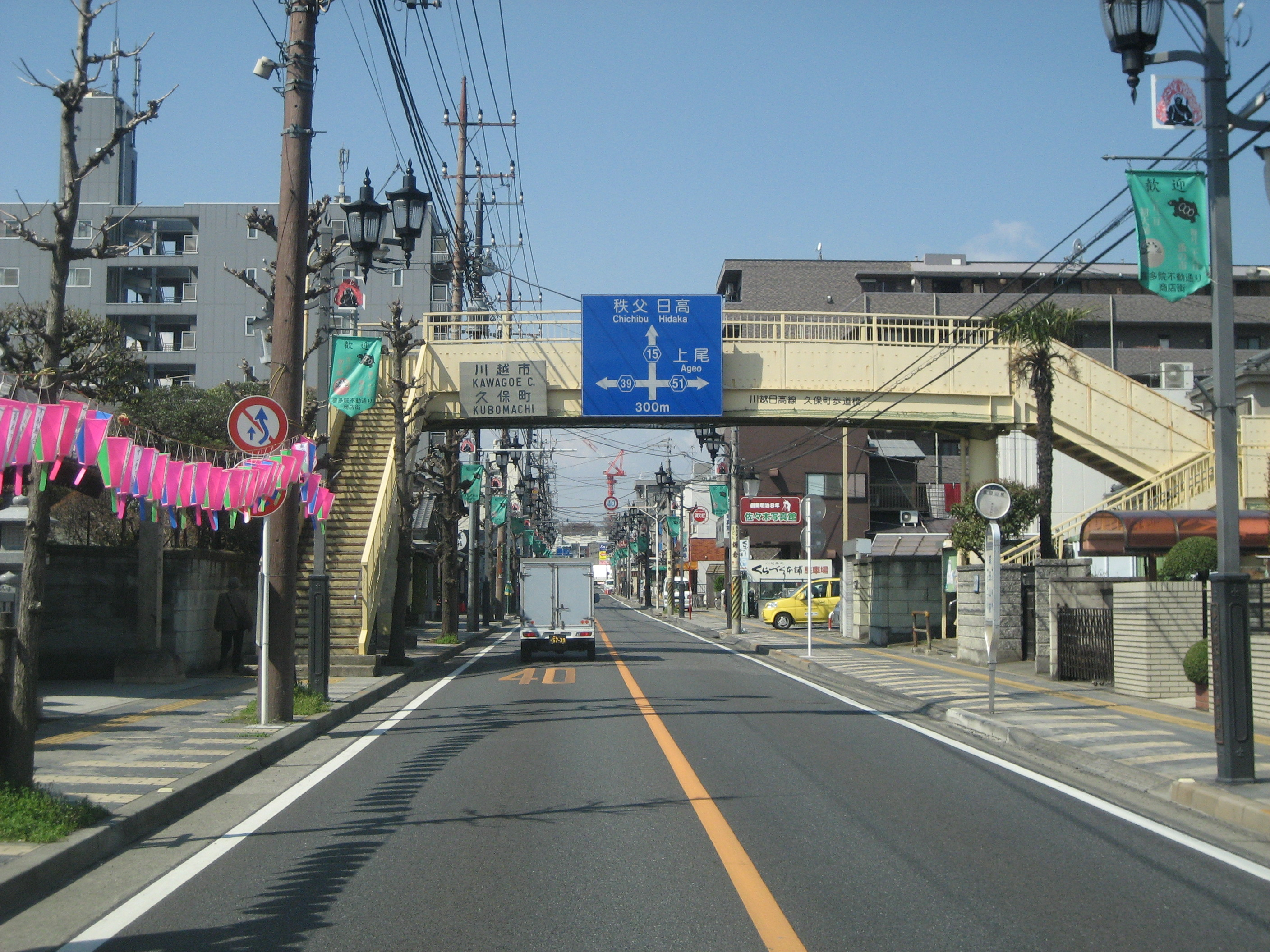
川越市久保町付近
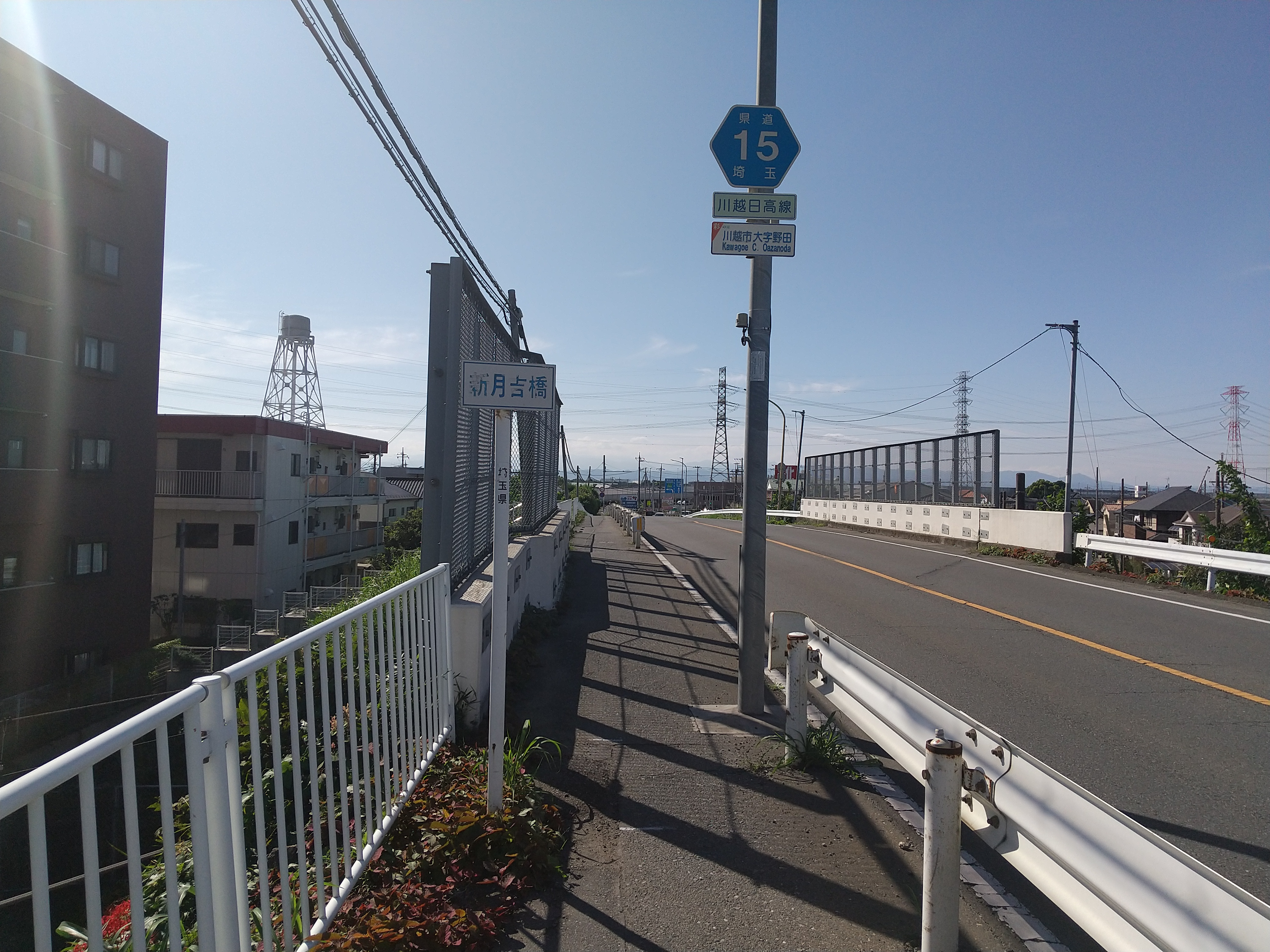
川越市野田付近
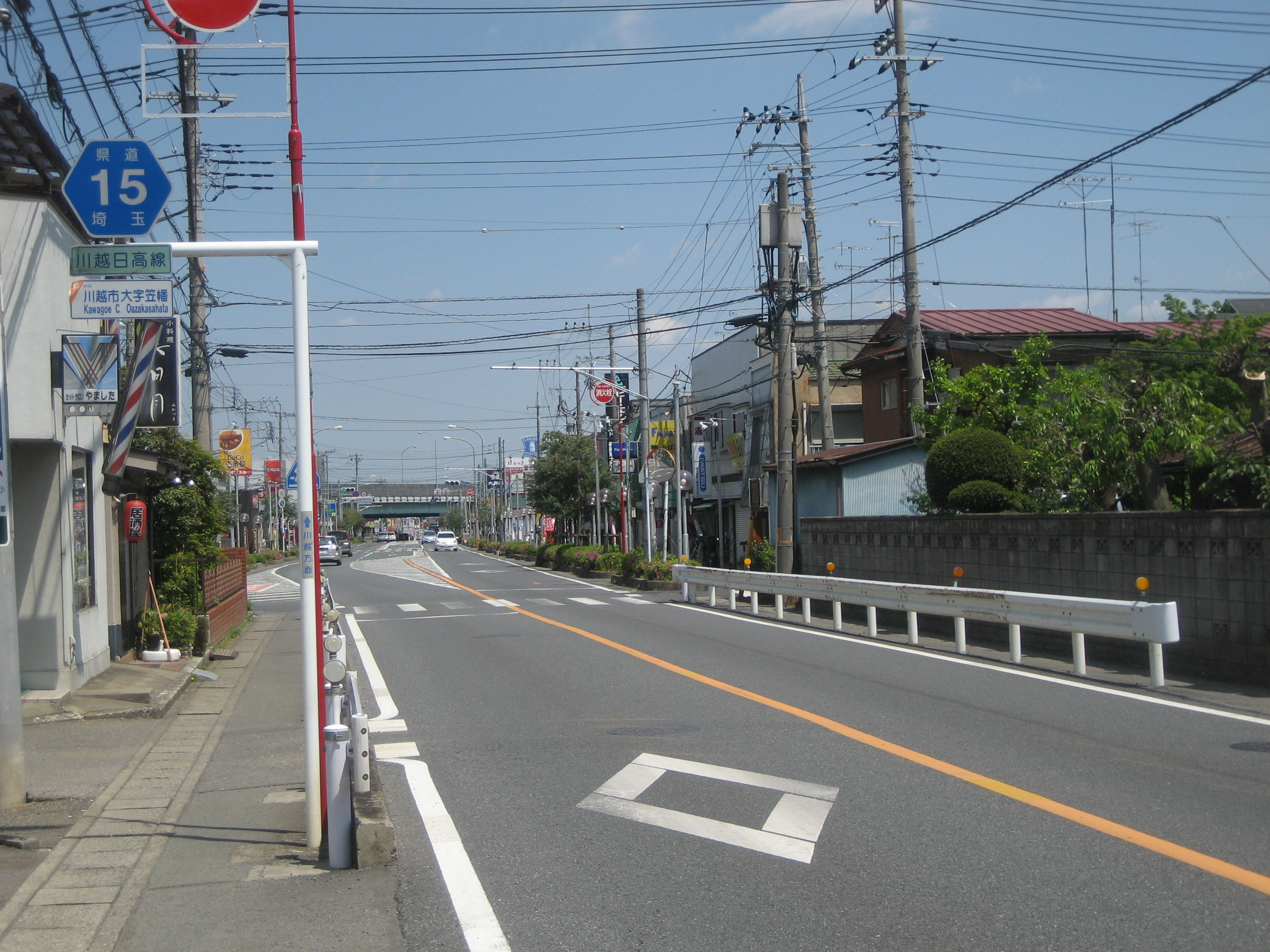
川越市笠幡付近
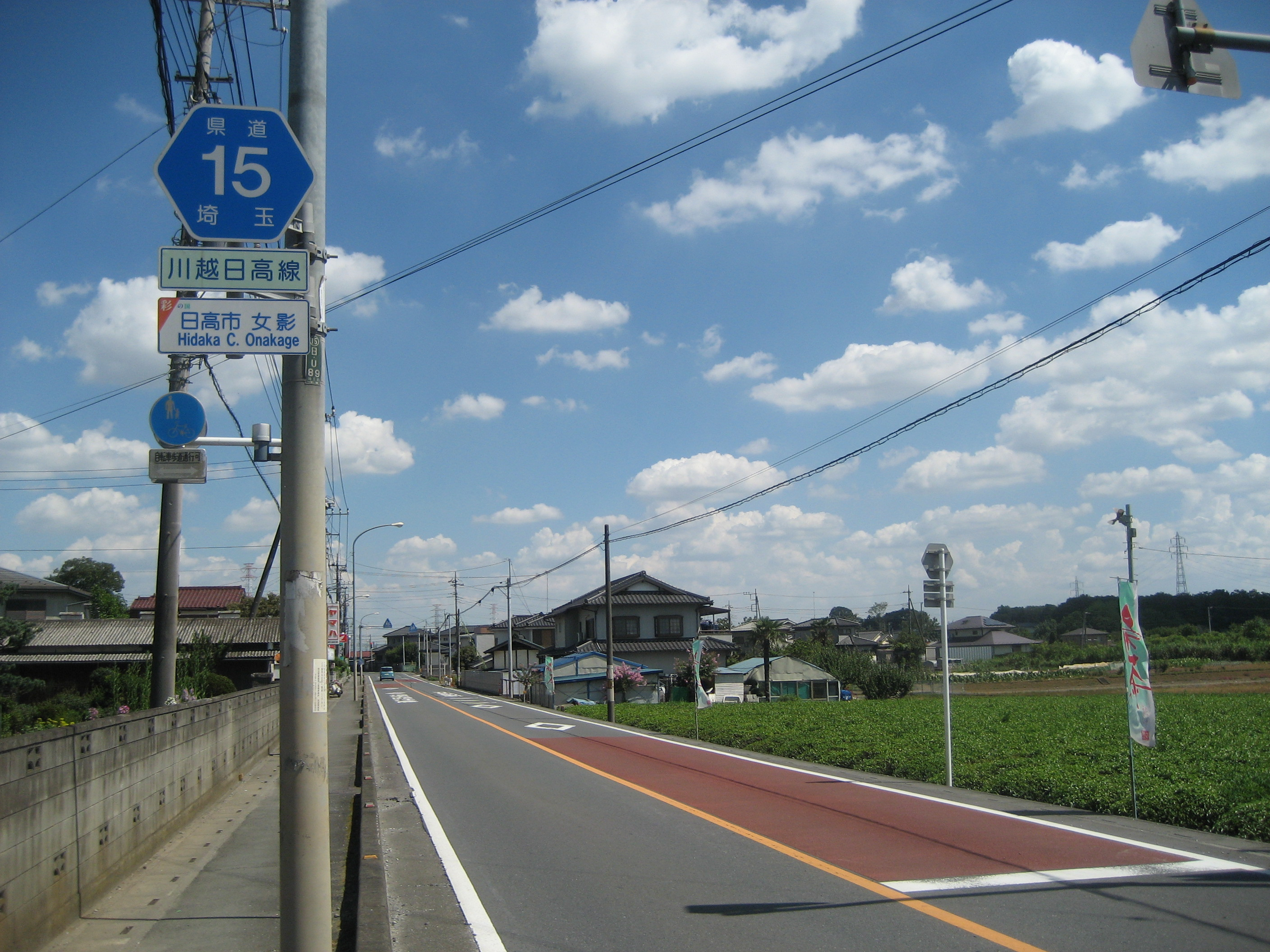
日高市女影付近
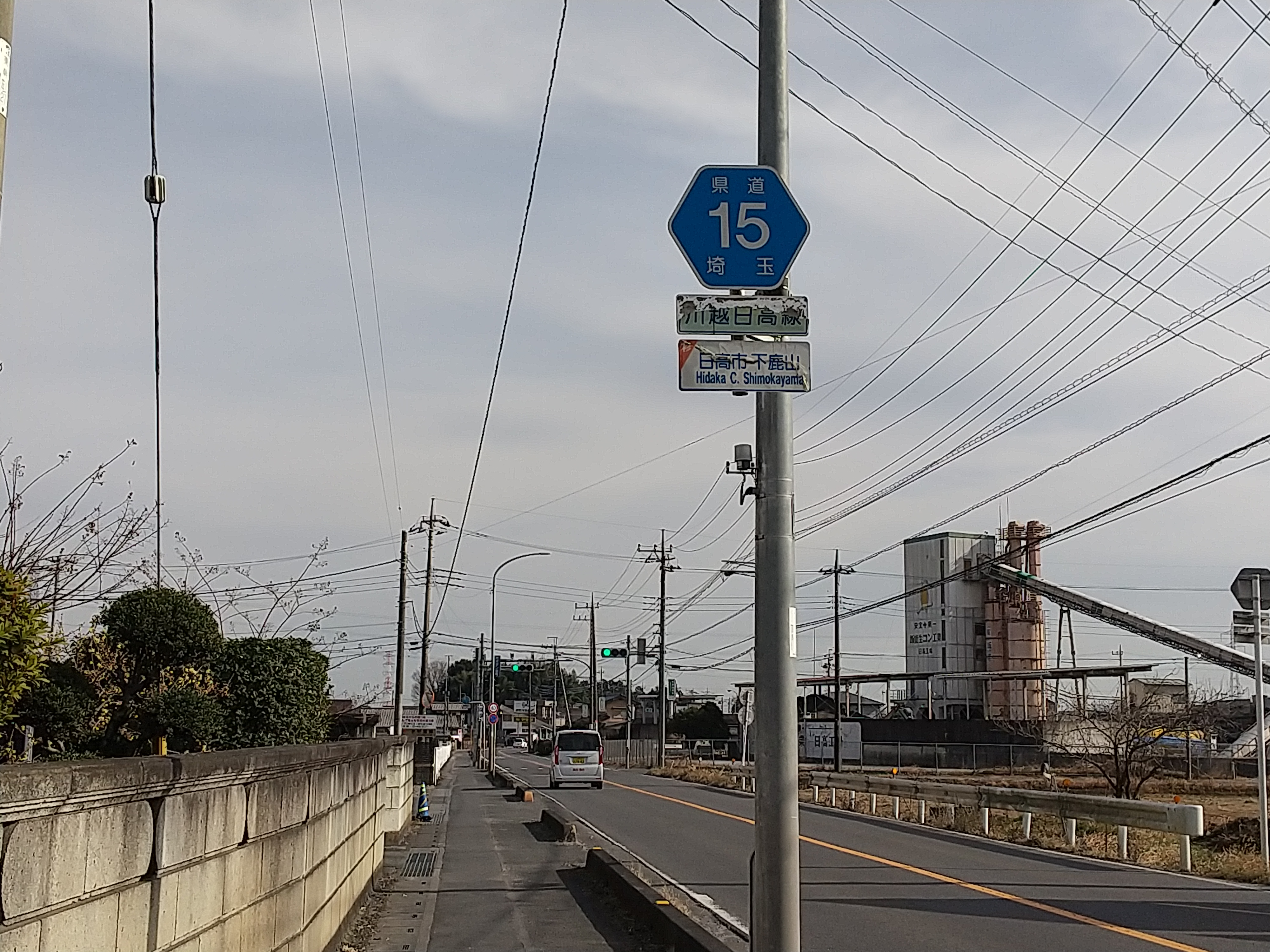
日高市下鹿山付近
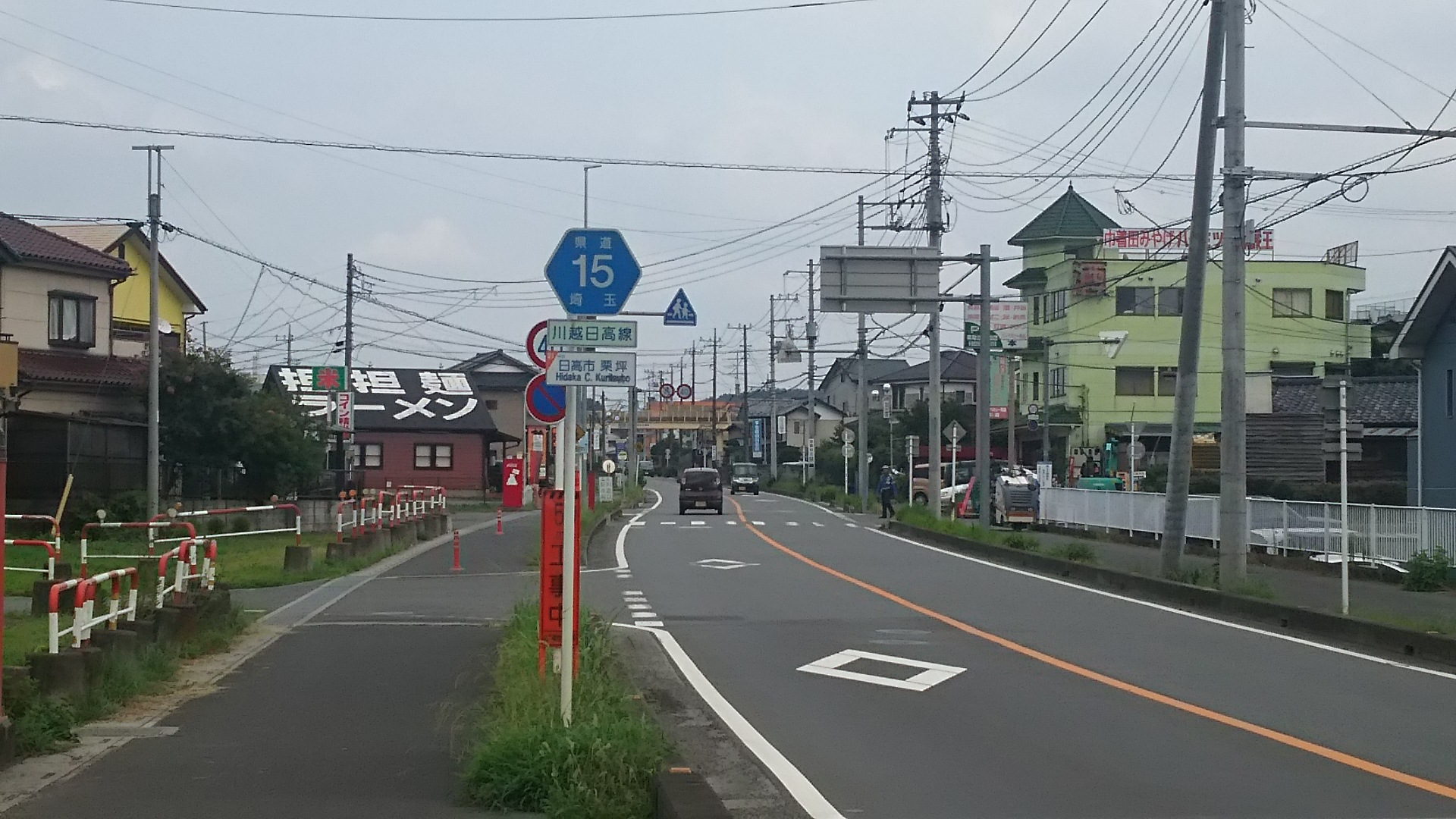
日高市栗坪付近